# Синдинамічна сукцесія
Синдинамічна сукцесія — зміна біоценозів, яка відбувається на території, позбавленій рослинності і біоценотичного середовища. Складається з поселення піонерних видів і чергування цілої серії проценозів до становлення біоценозу. За В. М. Сукачовим (1964), який запропонував поняття «синдинамічна сукцесія», з точки зору середовища, на якому виникає перший проценоз (колонія), розрізняють серії на глинистому субстраті (англ. Geosere), піщаному (англ. Psammosere), кам'янистому (англ. Lithosere), на вулканічному попелі (англ. Ginosere), у водному середовищі (англ. Hydrosere).

## Виноски
1. ↑   Сукачёв В. Н. Биогеоценоз как выражение взаимодействия живой и неживой природы на поверхности Земли: соотношение понятий «биогеоценоз», «экосистема», «географический ландшафт» и «фация» // Основы лесной биогеоценологии / под ред. В. Н. Сукачёва, Н. В. Дылиса. М. : Наука, 1964. С. 5-49.